# کوتلویولوو
کوتلویولوو (انگلیسی: Kutluyulovo) یک شهرک در شهرستان کویورگازینسکی جمهوری باشقیرستان در کشور روسیه است.